# Усть-Джегута
Усть-Джегута (абаз. Усть-Джьгваты, кабард. Жэгуэтэныпэ
, карач.-балк. Джёгетей Аягъы) — місто (з 1975) в Росії, адміністративний центр Усть-Джегутинського району Карачаєво-Черкесії.

## Історія
Заснована в 1861 козаками-переселенцями як станиця Усть-Джегутинська.
З 1935 — адміністративний центр Усть-Джегутинського району. У 1975 станицю перетворено в місто Усть-Джегута районного підпорядкування.

## Географія
Місто розташоване на правому березі річки Кубані, за 8 км від Черкеська.
В Усть-Джегуті з Кубані бере початок Великий Ставропольський канал.

## Транспорт
У місті розташована залізнична станція Джегута — кінцева станція на лінії, що починається від станції Зеленчук (яка, в свою чергу, розташована в Невинномиську, Північно-Кавказька залізниця). Приміське пасажирське залізничне сполучення за маршрутом Джегута — Невинномисська здійснюється рейковими автобусами РА2.

## Економіка
- завод залізобетонних виробів
- цементний завод
- вапняний завод
- завод силікатної цегли
- агрокомбінат «Південний» (виробництво овочів та квітів)

## Населення
Національний склад (2002):
- карачаївці — 16 318 осіб (49,6 %),
- росіяни — 11 612 осіб (35,3 %),
- абазинці — 2256 осіб (6,8 %),
- черкеси — 589 осіб (1,8 %),
- українці — 218 осіб (0,7 %),
- інші національності — 1910 осіб (5,8 %).

## Релігія
- Іслам сунітського толку
- Православ'я

## Відомі уродженці
В місті народився Діма Білан.